# Henrik Christian Hammerich
Henrik Christian Hammerich (født 1757, død 1838) var en dansk kancellideputeret, bror til Frederik Hammerich.
Han var en søn af amtsforvalter i Flensborg Frederik Hammerich (død 1777) og Botilla Helene født Lange (død 1776). Han blev juridisk kandidat i Kiel og 1794 kancellist i Tyske Kancelli efter at have gjort tjeneste siden 1787 som volontør (fra 1792 med titel af kancellisekretær), 1801 2. ekspeditionssekretær, samme år justitsråd, 1806 chef for ekspeditionskontoret, 1809 assessor i Kancellikollegiet og 1813 deputeret sammesteds, samme år virkelig etatsråd, 1829 konferensråd. Afskediget 9. februar 1833, død 1838. I året 1789 ægtede han Petrea Nicoline Porth (født 1771).